# 自閉症病因

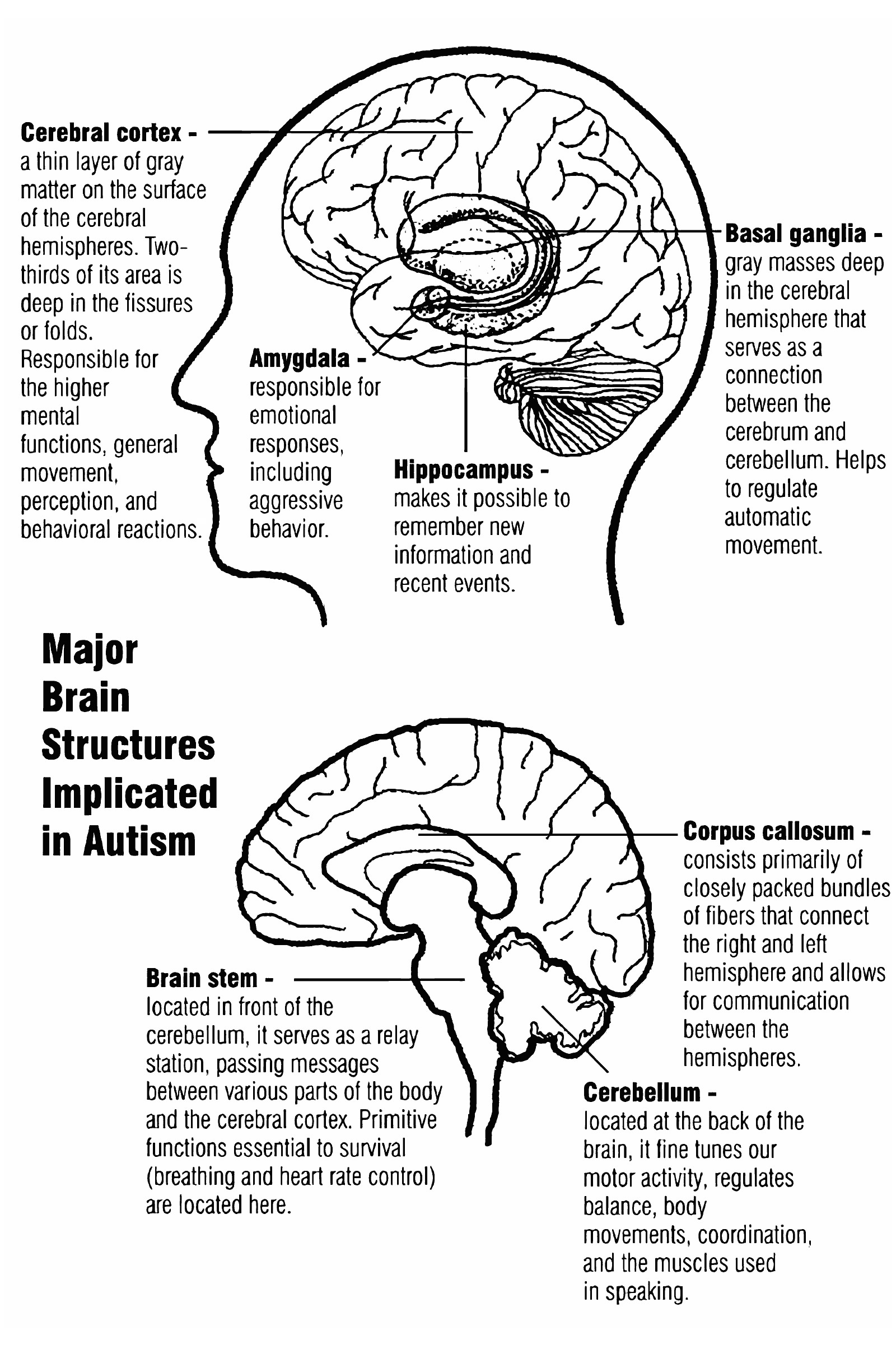
這張圖片說明了自閉症與腦的不同部份的關係

自閉症病因（causes of autism）曾有許多學者提出不同學說，但目前仍不清楚自閉症和自閉症譜系障礙等疾病的發病機制。研究表明遺傳因素對自閉症發病起主要因素；而自閉症遺傳度是複雜的，與基因的關係也並不明確。在少數案例中，自閉症與導致先天缺陷的因素也有關係。其他已經提出的病因有比如兒童時期所接種的疫苗，但是許多流行病學研究表明疫苗的接種與自閉症並沒有關係。

## 相關疾病
自閉症涉及不典型的腦發育，一般在3歲以前就已經在行爲和社會發展上表現出來。

## 基因
遺傳因素有可能是自閉症譜系障礙內疾病的主要發病原因，在雙胞胎的研究表明遺傳因素的遺傳度超過了90%。 但目前研究表明遺傳因素的遺傳度在60%與90%之間。